# Si fueras tú
Si fueras tú es una serie digital transmedia e interactiva española producida por RTVE en colaboración con Atomis Media en la que los usuarios votan cada semana entre dos opciones para decidir cómo continúa la historia y pueden interactuar con la protagonista. El resultado final da lugar a una TV movie cuya emisión lineal tendrá lugar en Televisión Española. Se trata de la primera serie de ficción de Playz, la plataforma de contenidos digitales de RTVE. Se estrenó el lunes 11 de septiembre de 2017 en rtve.es y La 1 de TVE y cuenta la historia de Alba, una chica de 17 años que llega a una nueva urbanización y descubre que guarda una misteriosa relación con una chica desaparecida seis meses antes. 
Si fueras tú es la adaptación del formato neozelandés Reservoir Hills.
La adaptación española corre a cargo de Javier Olivares, Annaïs Schaaff y Javier Pascual en el guion y Joaquín Llamas en la dirección. La estrategia interactiva y transmedia corre a cargo de Alberto Fernández, Agustín Alonso y Pablo Lara (equipo detrás de la estrategia transmedia de El Ministerio del Tiempo).

## Sinopsis
Alba es una chica de 17 años que se muda con su tío Miguel a la urbanización Sotocruz en busca de una nueva vida. Los padres de Alba se han trasladado a Nueva Zelanda por trabajo, pero ella tiene que terminar el curso en España. Sin embargo, nada más llegar al instituto se da cuenta de que no va a ser tan fácil adaptarse. ¿La causa? Su parecido con Cris, una muchacha desaparecida hace justo medio año.
El primer instinto de Alba es huir de allí, pero su tío le pide paciencia. Poco a poco, Alba se acercará a los habitantes de Sotocruz más relacionados con Cris: sus amigos, su familia, sus profesores y compañeros de clase.
Alba decide averiguar qué le sucedió a Cris y quiénes son los culpables de su desaparición. Se mezclan varias conjeturas: pudo haber sido asesinada, víctima del acoso escolar o forzada al suicidio… En esa búsqueda de la verdad, Alba descubrirá algo que jamás hubiera sospechado. Esta revelación será una lección para ella, ahora que empieza una nueva etapa de su vida.

## Reparto
- María Pedraza - Alba Ruiz Alonso / Cristina "Cris" Romero (Episodio 1 - Episodio 8)
- Adriá Collado - Miguel Alonso (Episodio 1; Episodio 4 - Episodio 8)
- Óscar Casas - Rafael Castro (Episodio 1 - Episodio 3; Episodio 5 - Episodio 8)
- Nerea Elizalde - Nerea Vidal (Episodio 1 - Episodio 3; Episodio 6 - Episodio 8)
- Jorge Motos - Hugo Molina (Episodio 1 - Episodio 3; Episodio 6 - Episodio 8)
- Lucía Díez - Rocío Sosa (Episodio 1 - Episodio 4; Episodio 6 - Episodio 8)
- Juan Blanco - Alberto Blasco (Episodio 1 - Episodio 3; Episodio 6 - Episodio 8)
- Ingrid Rubio - Sargento Lara (Episodio 1; Episodio 4; Episodio 7 - Episodio 8)
- Ruth Díaz - Carmen Valle (Episodio 1; Episodio 4 - Episodio 5; Episodio 7 - Episodio 8)
- Daniel Ibáñez - Dani Romero (Episodio 1; Episodio 4 - Episodio 5; Episodio 7 - Episodio 8)
- Elena Alférez - Secretaria del Instituto (Episodio 1; Episodio 8)

## Ficha técnica
- Director: Joaquín Llamas

- Productores ejecutivos: Isabel Raventós / Sergi Schaaff
- Productor delegado TVE: Eugenio Saavedra
- Guion: Javier Olivares / Annaïs Schaaff / Javier Pascual
- Directora de Producción: Carmen Sánchez de la Vega
- Ayudante de dirección: José María Ruíz Bravo
- Director de Fotografía: Víctor Tejedor
- Montaje: Silvia Pizarro
- Productor transmedia Atomis: Pablo Lara
- Productores transmedia RTVE: Alberto Fernández / Agustín Alonso
- Sonido: Oskar Paniagua / Daniel Molina / David Mantecón
- Figurinista: Esther Terrón
- Directora de Arte: Naiara Cortés
- Dirección de casting: Ana Sainz-Trápaga y Patricia Álvarez de Miranda
- Maquillaje y peluquería: Sarai Rodríguez y Ana Honrubia

## Interacción y universo transmedia
Al final de cada capítulo, la protagonista se enfrenta a una elección entre dos opciones. Tras la emisión semanal, el personaje de Alba se conecta en directo en la página de Facebook de la serie para contar a los usuarios sus emociones, comentar lo ocurrido en el capítulo y leer los consejos que los seguidores le planteen. 
A partir de ese momento se puede votar durante 24 horas entre las dos opciones que la serie ofrece, en las cuentas de Facebook e Instagram de la serie. Con la decisión ganadora, los guionistas de la serie escriben el siguiente capítulo, que se graba cada semana y se sube a la web oficial cada lunes a las 21 horas.
Además, las cuentas oficiales de Twitter e Instagram, y el perfil del personaje de Alba Ruiz en Instagram ofrecen contenidos que amplían el universo de la serie, como los interrogatorios de los que fueron objeto los diferentes miembros de la comunidad tras la desaparición de Cristina.
Los usuarios tienen la posibilidad de formar parte de la agenda del teléfono de Alba (665 553 775), recibiendo mensajes de WhatsApp y contenidos exclusivos.

## Recepción
El primer capítulo de Si fueras tú, de 20 minutos, se presentó en el FesTVal de Vitoria el 6 de septiembre de 2017, recibiendo buenas críticas:
- "'Si fueras tú' sí es un proyecto pionero y sorprendente, un producto digno de una televisión pública" (Cristian Quijorna, Fórmula TV)[3]
- "El primer capítulo engancha, quiero más" (Natalia Marcos, periodista especializada en televisión de El País)[4]
- "La inteligente estrategia de RTVE fichando a Óscar Casas para su serie interactiva" (Juanma Fernández, Bluper)[5]

Si fueras tú ha sido el estreno más exitoso de un producto digital en RTVE.es, acumulando más de 200.000 visitas desde el lanzamiento de su website y convirtiéndose en el vídeo más visto del día en la web de RTVE al día siguiente de su estreno.
Al directo del primer capítulo se sumaron más de 7300 usuarios, siendo el más popular en su franja web. Cabe destacar que de todos los usuarios que siguieron la nueva ficción el pasado lunes, unos 118.818 entraban por primera vez a RTVE.es.